# Michele J. Sison

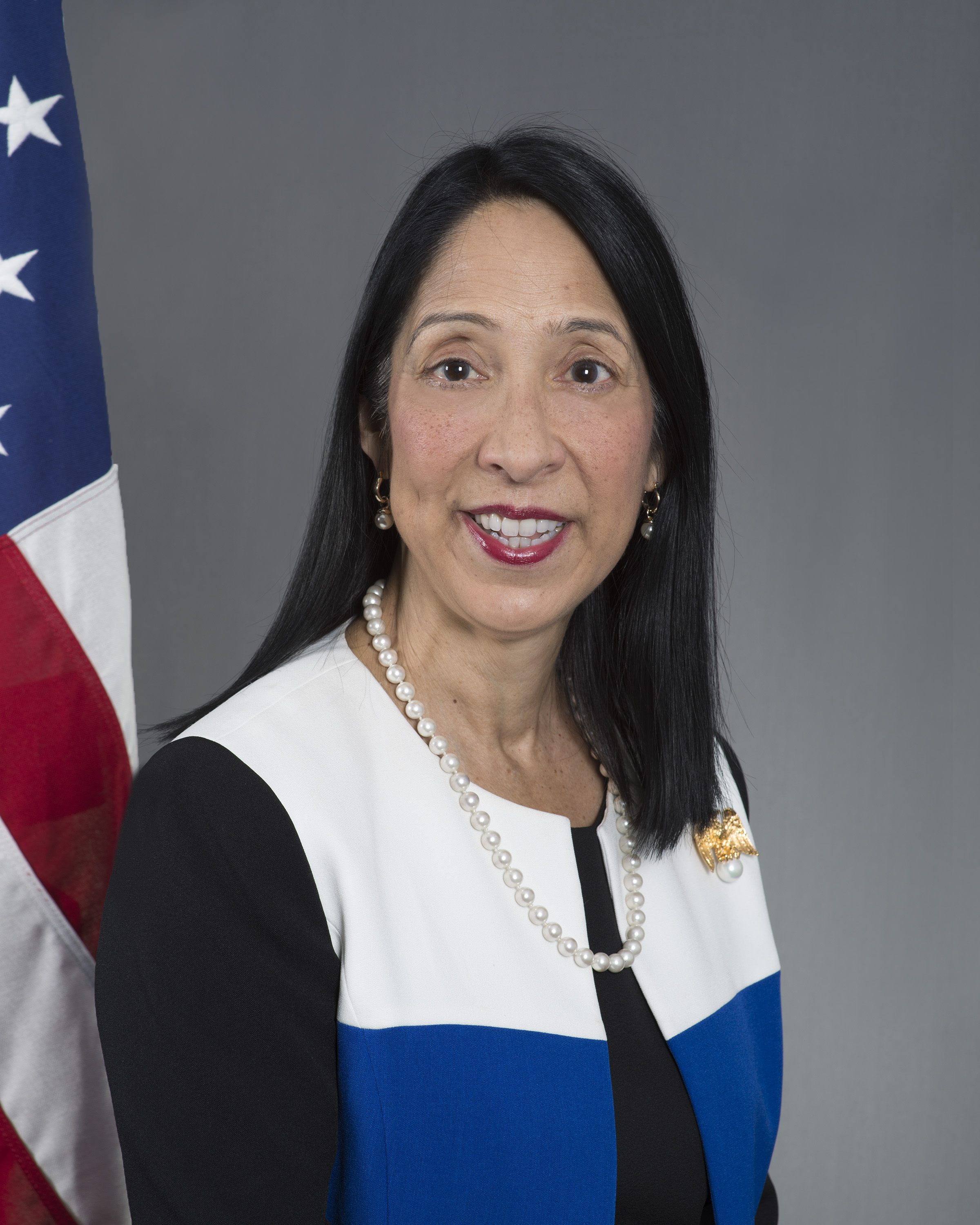
Michele Sison (2018)

Michele Jeanne Sison (* 2. Mai 1959 in Arlington, Virginia) ist eine amerikanische Diplomatin. Seit dem 21. Dezember 2021 ist sie Assistant Secretary of State for International Organization Affairs im Department of State, Washington. Sie war amerikanische Botschafterin in den Vereinigten Arabischen Emiraten, im Libanon, in Sri Lanka und Haiti.

## Leben
Sison wurde am 2. Mai 1959 in Arlington, Virginia, geboren. Ihr Vater Pablo B. Sison war Einwanderer aus den Philippinen.
Sie hat zwei Schwestern und mit ihrem früheren Ehemann Jeffrey Jones Hawkins zwei Töchter.
Sison spricht Französisch und Arabisch. Sie schloss ihr Studium der Politikwissenschaft im Jahr 1981 am Wellesley College, Massachusetts, mit dem Bachelor of Arts ab und besuchte anschließend die London School of Economics.

## Laufbahn im diplomatischen Dienst
Sison hatte ihren ersten Auslandsposten von 1982 bis 1984 in Port-au-Prince, Haiti. Von dort wechselte sie nach Lomé, Togo, wo sie bis 1988 tätig war. Es folgten Einsätze in Cotonou, Benin, bis zum Jahr 1991 und Douala, Kamerun bis 1993. In Abidjan, Elfenbeinküste, war Sison bis 1996.
Nach diesen 12 Jahren in Afrika wurde Sison von 1996 bis 1999 als Generalkonsulin nach Chennai, Indien, versetzt. Es folgte die Verwendung als ständige Vertreterin des Botschafters in Islamabad, Pakistan von 1999 bis 2002.
Während einer Inlandsverwendung im Außenministerium war sie für Südasiatische Angelegenheiten von 2002 bis 2004 im Rang eines Principal Deputy Assistant Secretary zuständig.
Von 2004 bis 2008 vertrat sie ihr Land als Botschafterin in den Vereinigten Arabischen Emiraten und ging in gleicher Funktion von 2008 bis 2010 nach Beirut, Libanon. Anschließend hatte sie einen kurzen Einsatz in der Personalabteilung des Außenministeriums sowie als Beauftragte für Strafverfolgung und Unterstützung der Rechtsstaatlichkeit in Bagdad, Irak.
Im Jahr 2012 trat sie ihr Amt als Botschafterin in Colombo, Sri Lanka an, die standardmäßig auch als Botschafterin auf den Malediven fungiert. 2014 wurde sie stellvertretende Ständige Vertreterin der Vereinigten Staaten bei den Vereinten Nationen im Rang einer Botschafterin. Im Jahr 2018 ging sie als Botschafterin erneut nach Haiti, wo sie bis 2021 blieb.
Am 21. Dezember 2021 wurde Sison, von Präsident Biden nominiert, ranghohe Beamtin mit der Zuständigkeit für Angelegenheiten internationaler Organisation (Assistant Secretary of State for International Organization Affairs) im Außenministerium.